# Bossée
Bossée ist eine Gemeinde im französischen Département Indre-et-Loire in der Region Centre-Val de Loire. Sie gehört zum Arrondissement Loches und zum Kanton Descartes und ist Mitglied des Gemeindeverbandes Communauté de communes Loches Sud Touraine. 

## Geographie
Bossée, auf dem Plateau von Sainte-Maure gelegen, befindet sich im Zentrum eines Gebietes, das reich an Fossilienablagerungen ist und sich bis nach Manthelan, Louans und Le Louroux erstreckt.
Sie grenzt im Nordwesten an Sainte-Maure-de-Touraine, im Norden an Le Louroux, im Nordosten an Manthelan, im Südosten an La Chapelle-Blanche-Saint-Martin, im Süden an Bournan und im Westen an Sepmes.

## Geschichte
Der Name kommt wahrscheinlich vom lateinischen buxetum oder boscetum, was „bewaldeter Ort“ bedeutet.
Bossée war in gallo-römischer Zeit dicht besiedelt. Zahlreiche Funde wurden von Bauern im Süden der Gemeinde gemacht, wo nach der Überlieferung die untergegangene Stadt Besland vermutet wurde. Luftbilder von 1981 zeigen große, in den Boden eingelassene Strukturen.
Vom 12. Jahrhundert bis zur Französischen Revolution gehörte Bossée zur Abtei Cormery, die hier im Mittelalter ein Priorat unterhielt. Die bereits 1139 erwähnte Kirche wurde im Laufe der Zeit mehrfach umgebaut. Die Überreste einer Burg und eines Schlosses mit Wassergräben sind auf dem Gemeindegebiet in Les Étangs und Le Fay erhalten.
Im 19. Jahrhundert entstanden in Bossée zwei kleine Industriebetriebe: eine Zuckerfabrik um 1836 und eine Ziegelei, die gegen Ende des Jahrhunderts etwa zwölf Jahre lang in Betrieb war.

### Bevölkerungsentwicklung
| Jahr      | 1962 | 1968 | 1975 | 1982 | 1990 | 1999 | 2008 | 2015 |
| --------- | ---- | ---- | ---- | ---- | ---- | ---- | ---- | ---- |
| Einwohner | 440  | 371  | 300  | 309  | 308  | 334  | 336  | 334  |

## Sehenswürdigkeiten
- Kirche Saint-Laurent, Monument historique
- ehemalige Burg Les Étangs aus dem 15. Jahrhundert
- Ruine von Schloss Le Fay (18. Jahrhundert), heute zu einer Scheune umgebaut
- Grabkapelle Notre-Dame-et-Sainte-Victoire (19. Jahrhundert) im neugotischen Stil auf dem Friedhof

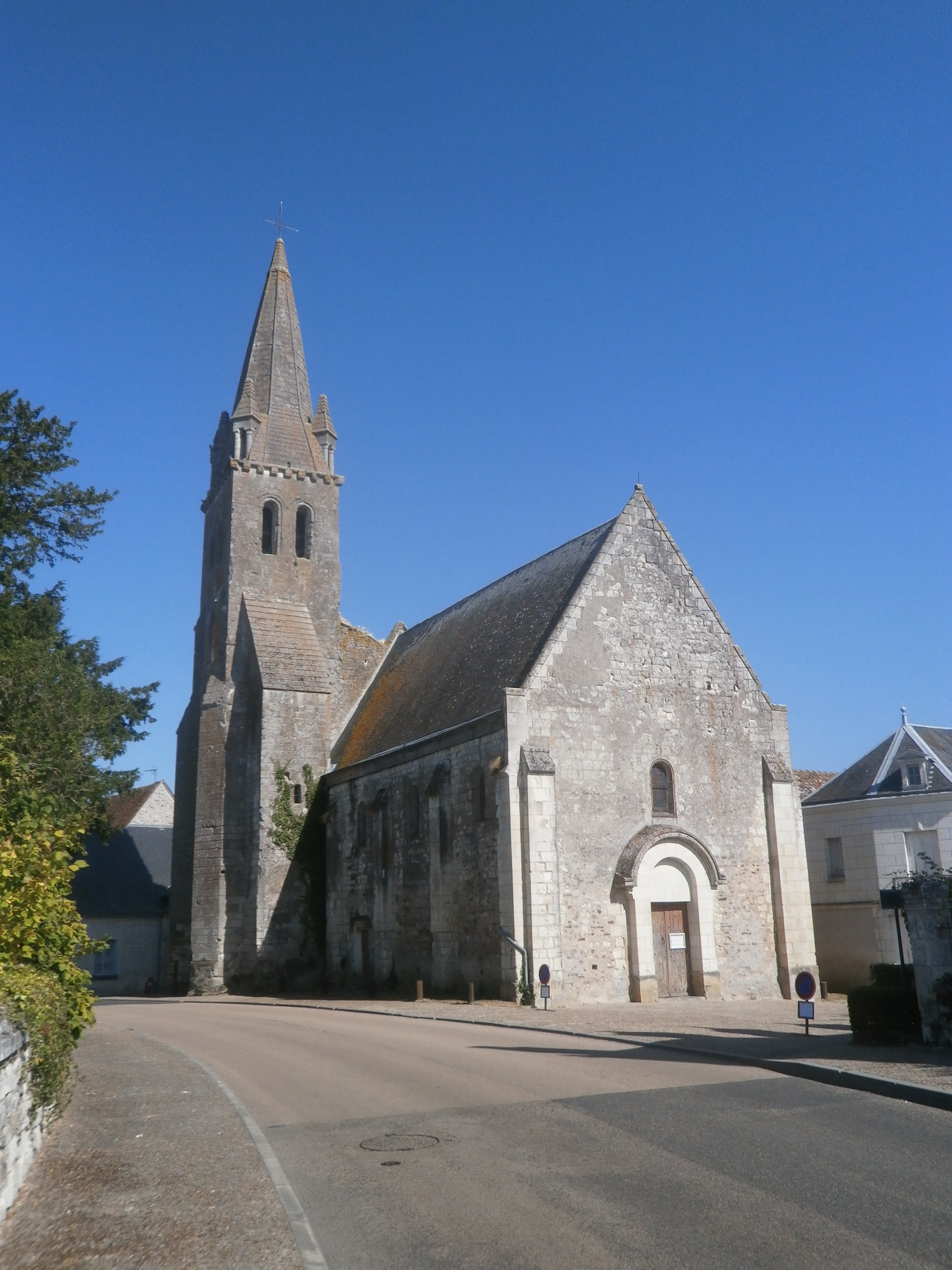
Kirche Saint-Laurent
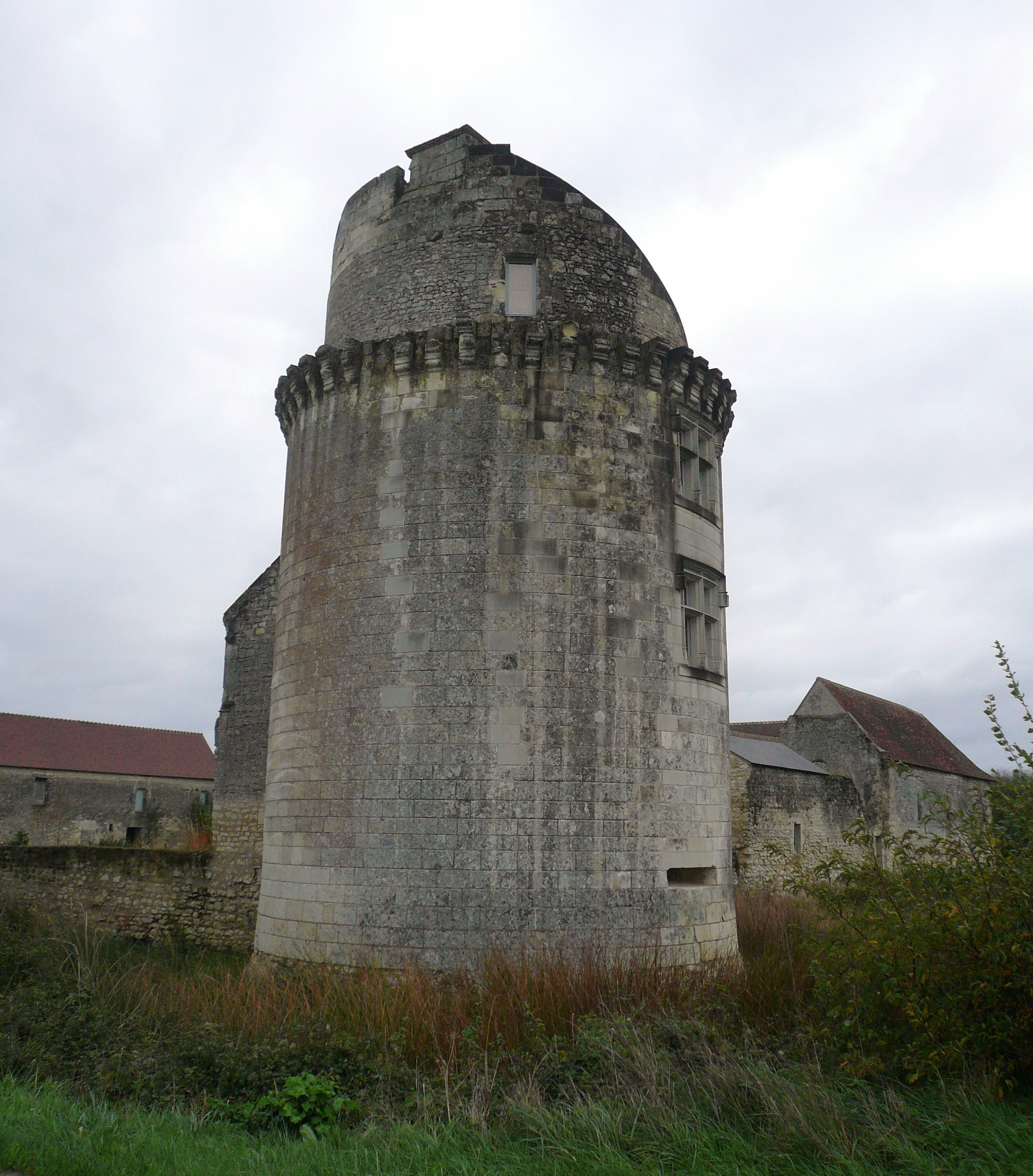
Südöstlich der Burg stehender Turm (Donjon)